# Schima
Schima is een geslacht van planten uit de theeplantfamilie (Theaceae). Het zijn altijdgroene bomen die van nature voorkomen in het zuiden en oosten van Azië.

## Kenmerken
Planten uit het geslacht Schima zijn hoge bomen met lange, lederachtige, spatelvormige bladeren en witte bloemen. De bloemen bestaan uit vijf kroonbladeren en zijn hermafrodiet.

## Taxonomie
Er zijn meerdere taxonomische indelingen van het geslacht Schima, waarbij een verschillend aantal soorten wordt onderscheiden. De meeste botanici gaan uit van rond de 20 soorten. Enkele soorten zijn:
- Schima argentea E. Pritzel - zuiden van China, noorden van Zuidoost-Azië;
- Schima brevipedicellata Hung T. Chang - zuiden van China, noorden van Vietnam;
- Schima crenata Korthals - Indonesië, Malakka, Indo-China, Thailand, Hainan;
- Schima khasiana Dyer - Yunnan, noordoosten van India, Bhutan, noorden van Myanmar, noorden van Vietnam, zuidoosten van Tibet;
- Schima multibracteata Hung T. Chang - alleen in Guangxi;
- Schima noronhae Reinwardt ex Blume - Zuidoost-Azië, Indonesië, zuiden van Yunnan;
- Schima parviflora W. C. Cheng & Hung T. Chang - centraal tot oostelijk China;
- Schima remotiserrata Hung T. Chang - oosten van China;
- Schima sericans (Handel-Mazzetti) T. L. Ming - zuidoosten van Tibet, Yunnan;
- Schima sinensis Hemsley & E. H. Wilson - zuidwesten van China;
- Schima superba Gardner & Champion - westen van China, Taiwan, Riukiu-eilanden (Japan);
- Schima villosa Hu - Yunnan;
- Schima wallichii (Candolle) Korthals - noorden van India, Himalaya, Tibet, noorden van Zuidoost-Azië, zuiden van China.